# Municipio de Tixpéhual

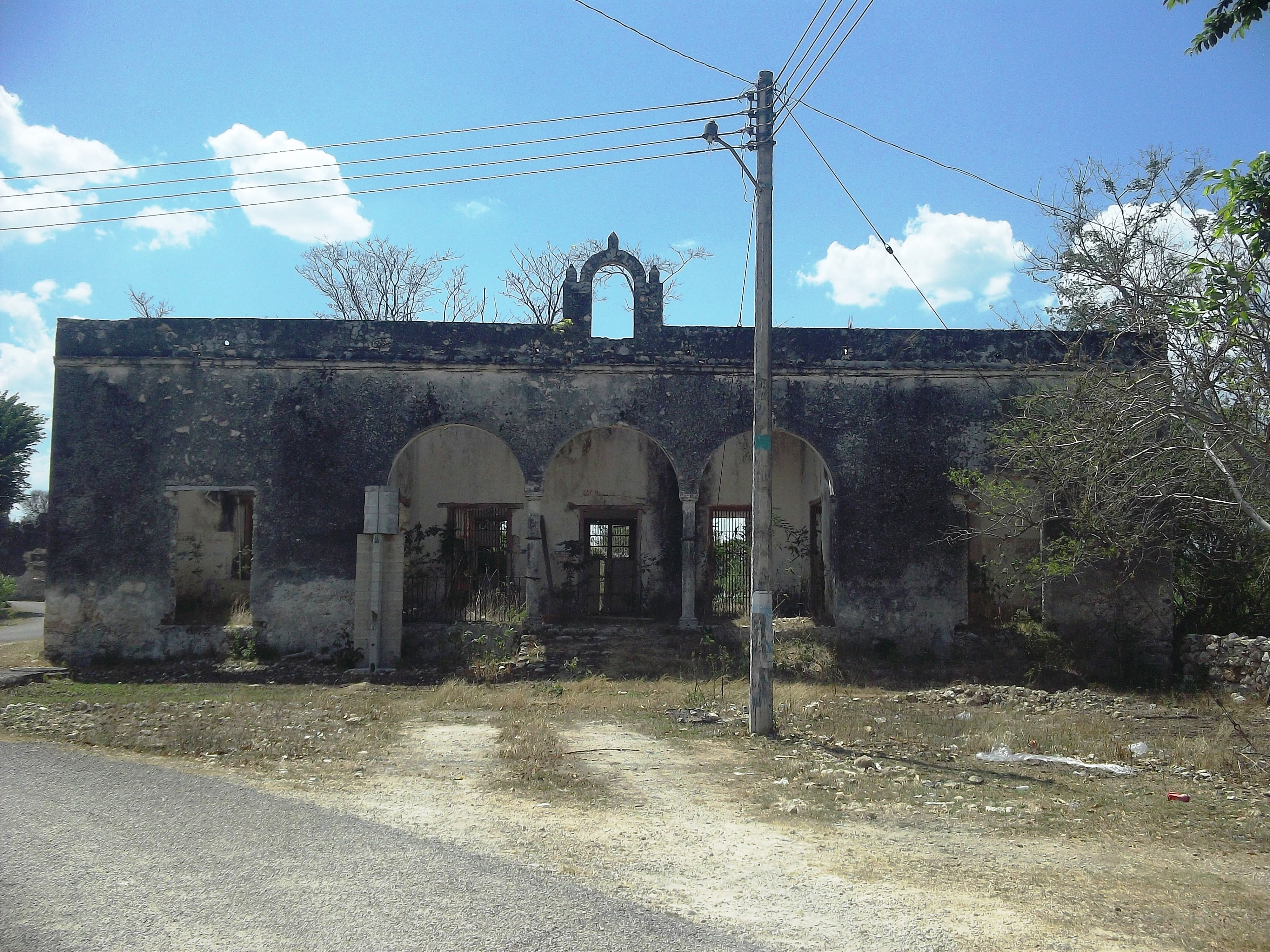
Hacienda de Kilinché.

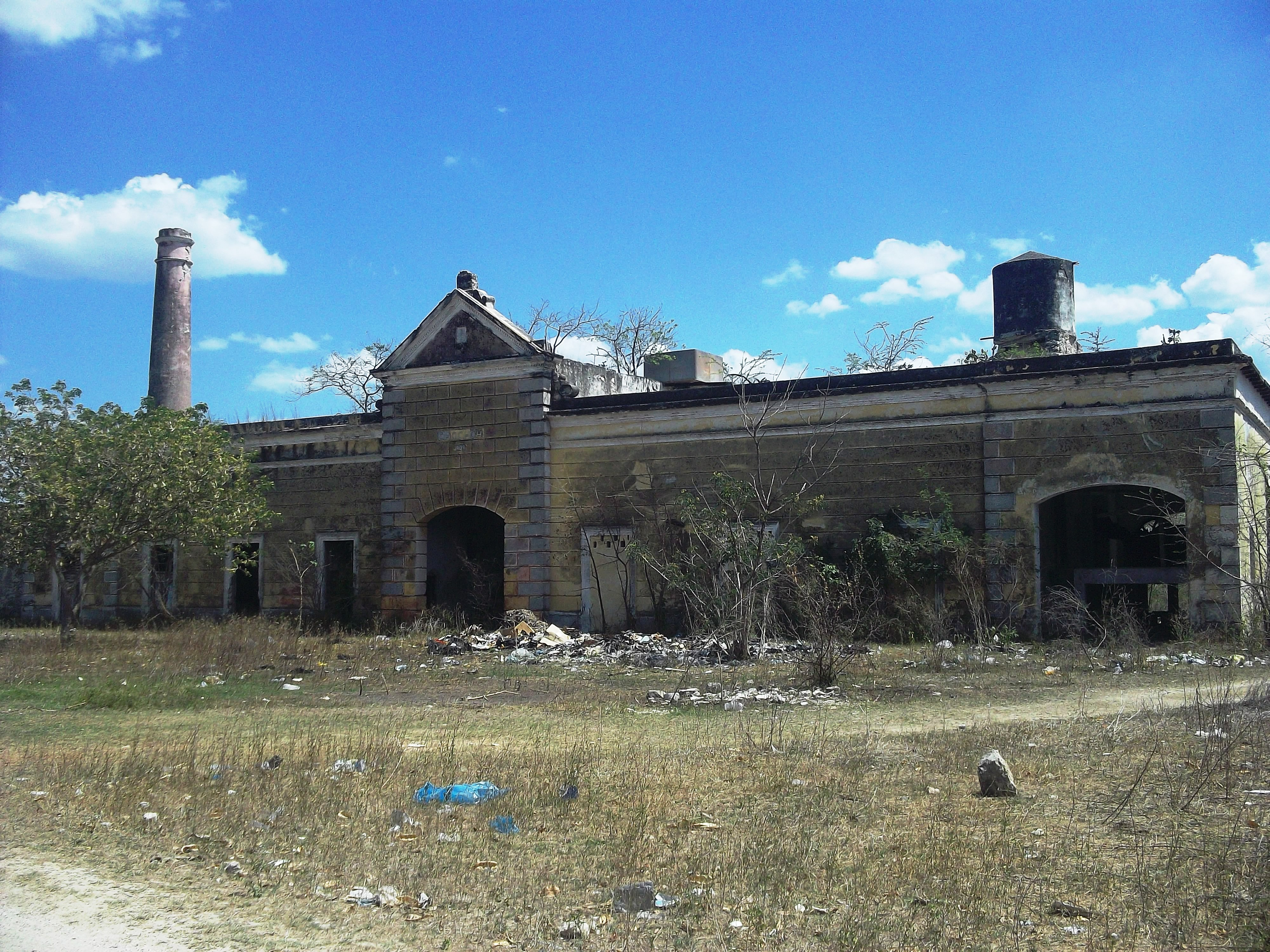
Hacienda de Chochoh.

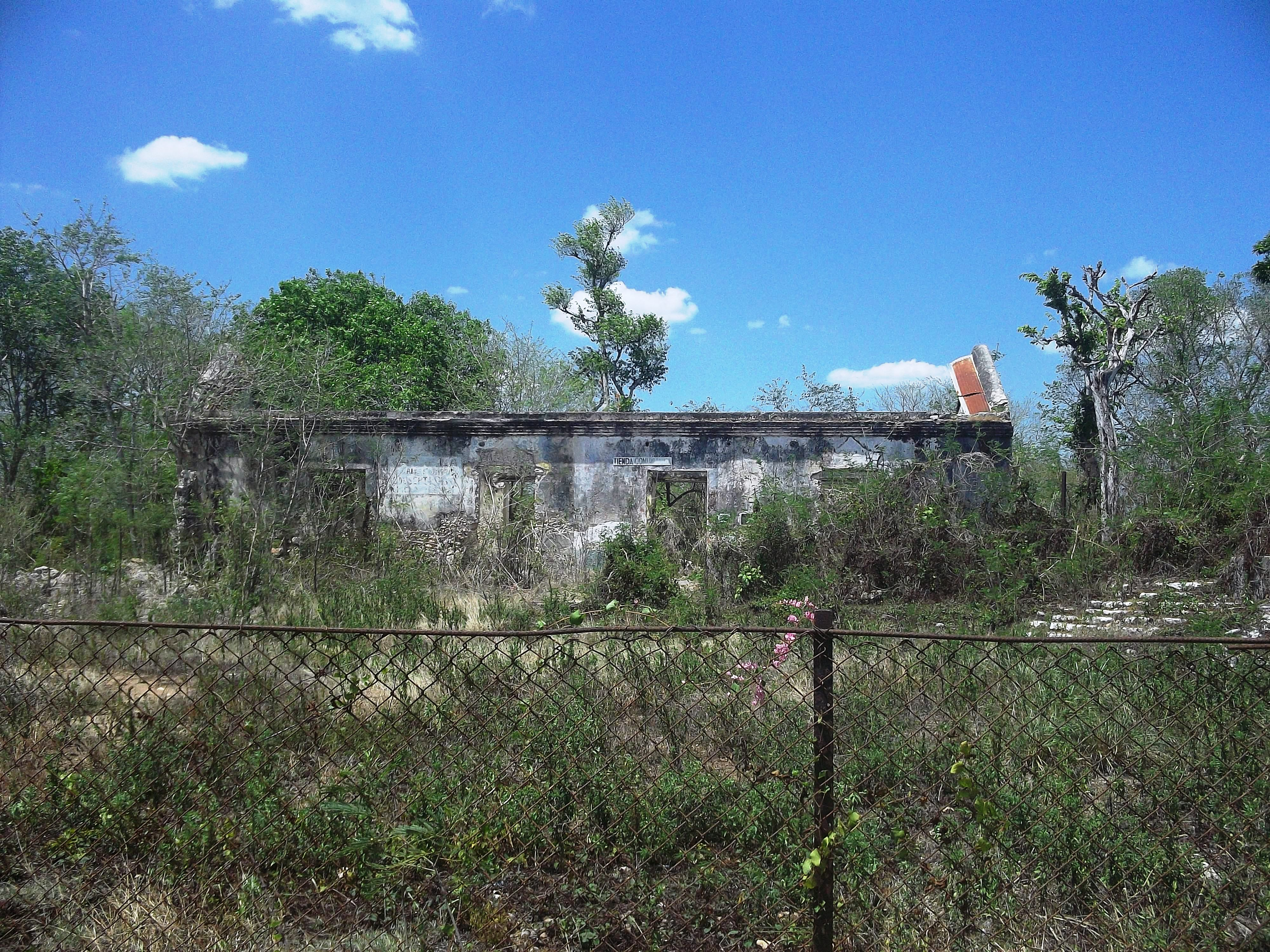
Hacienda de Techoh.

El municipio de Tixpéhual es uno de los 106 municipios del estado mexicano de Yucatán. Su cabecera municipal es la localidad homónima de Tixpéhual.

## Toponimia
El nombre del municipio, Tixpéhual, significa en lengua maya lugar de lo que se quedó corto, de la cosecha temprana. También diríase de lo chaparro, en la acepción de lo que no terminó de crecer. Ti, lugar, lugar de y Xpeual, corto, prematuro.

## Colindancia
El municipio de Tixpéhual limita al norte con Tixkokob, al sur con Kanasín y Acanceh, al oriente con Seyé y Tixkokob y al poniente con Kanasin y el municipio de Mérida.

## Datos históricos
Antes de la conquista de Yucatán la región donde hoy se localiza este municipio formó parte del cacicazgo de Ceh Pech.
- 1607: se tiene el dato que en este año ya se encontraba bajo el régimen de encomienda.
- 1821: a partir de este año comienza la evolución de la población, debido a que Yucatán se independiza de España.
- 1825: Tixpéhual se i8ntegra al partido de la Costa, teniendo como cabecera Izamal.
- 1847: El cacique de Tixpéhual es encarcelado y sometido a tormento, por ser sospechoso de colaborar con los indios insurrectos al inicio de la denominada Guerra de Castas.
- 1929: Tixpéhual se vuelve municipio libre.

## Economía
El municipio de Tixpéhual está enclavado en el centro de la zona henequenera de Yucatán y como tal fue y es productor del henequén. A partir de la declinación de la agroindustria en el estado, el municipio ha debido diversificar su producción agrícola y en general su actividad económica.
Se cultiva además del henequén, el maíz, el frijol, el chile, las hortalizas.
Su vecindad a la ciudad de Mérida permite el flujo cotidiano de gente entre el municipio y la capital yucateca haciendo que muchos de los moradores de Tixpéhual se vean incorporados a la oferta de trabajo de la zona urbana de la capital yucateca.

## Atractivos turísticos
- Arquitectónicos:

Templo de San Martín, construido en el siglo XVII.
- Arqueológicos:

En las cercanías de la cabecera municipal existen vestigios arqueológicos de la cultura maya, entre los que está el de Kukab, cerca de la Hacienda Santa Ana Cucá en Cucá.
- Fiestas populares:

Del 17 al 20 de diciembre se celebra la feria anual de San Martín, haciéndose procesiones y las típicas vaquerías.